# Zwarte Sara

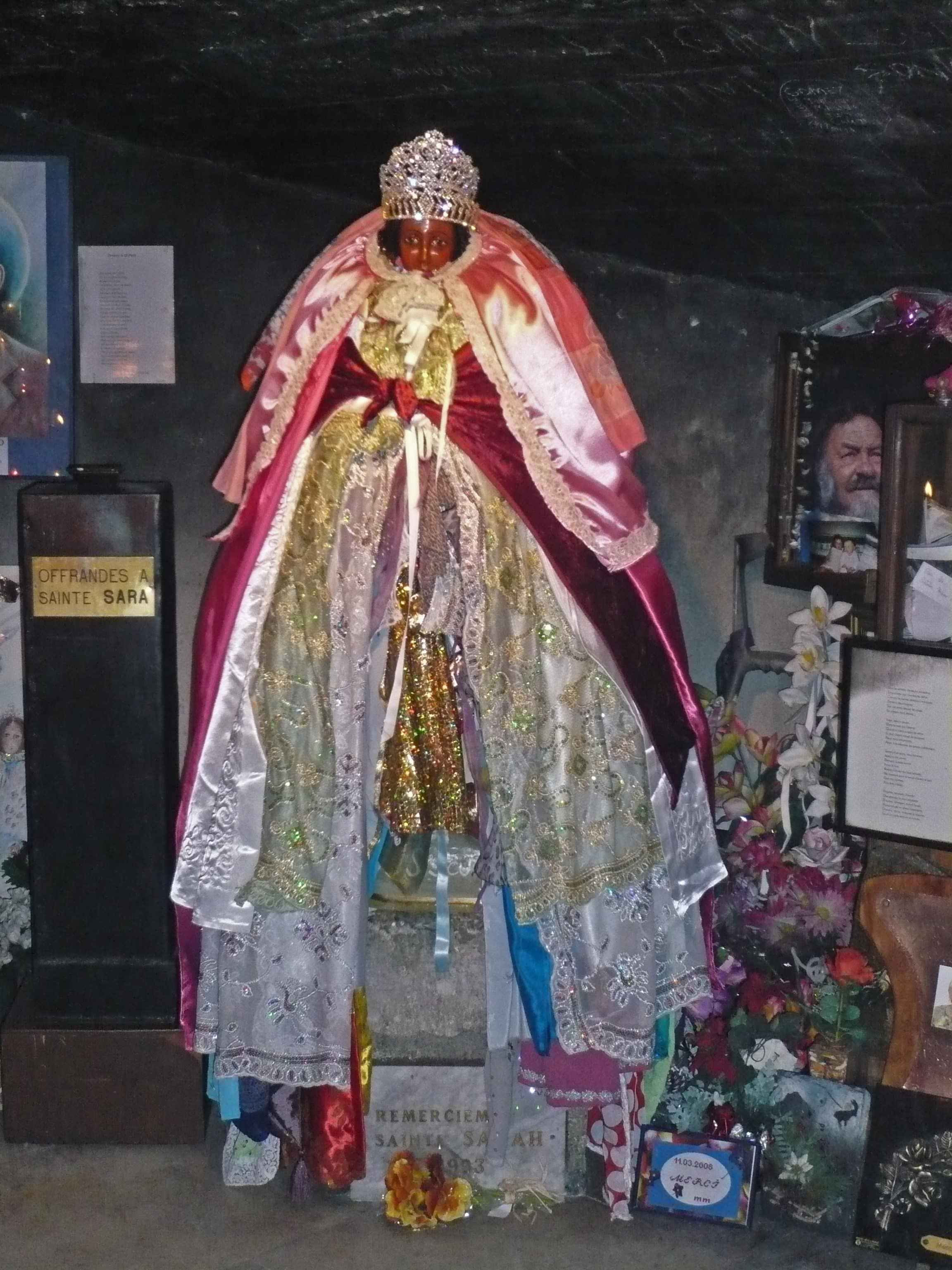
De Zwarte Sara

Zwarte Sara (Romani: Sara e Kali; Frans: Sara la noire), of Sint Sara is de mythische patroonheilige van de Roma. Het centrum van haar verering is Saintes-Maries-de-la-Mer, een pelgrimsoord voor Roma in de Camargue in Zuid-Frankrijk. Een legende noemt haar als een dienares van een van de Drie Maria's (Maria Magdalena, Maria van Klopas en "Maria" Salomé), waarmee ze in de Camargue aankwam.

## Legendes
Volgens verschillende legenden werd tijdens een van de vroege christenvervolgingen (vaak geplaatst in het jaar 42) Lazarus, met zijn zusters Maria Magdalena, Marta, Maria Salomé (de moeder van Jakobus en Johannes), Maria van Klopas en Maximinus in een schip de Middellandse Zee op gestuurd. Ze arriveerden veilig aan de zuidelijke kust van Gallië op de plaats die later Saintes-Maries-de-la-Mer (Heilige Maria's van de Zee) werd genoemd. Volgens sommige overleveringen had Maria van Klopas een zwarte dienares uit Opper-Egypte die Sara heette.
De plaatsing van het arriveren van de drie Maria's in Frankrijk stamt uit de hoge middeleeuwen en wordt bijvoorbeeld beschreven in de 13e-eeuwse Legenda aurea. Sint Sara wordt voor het eerst opgevoerd in het boek La Légende des Saintes-Maries (De Legende van de Heilige Maria's) uit 1521, waarin ze wordt beschreven als een barmhartige vrouw die mensen hielp door het vragen van aalmoezen, hetgeen leidde tot de populaire gedachte dat ze Roma was.
Een andere overlevering beschrijft Sara als stamhoofd van een Roma-gemeenschap die aan de monding van de Rhône leefde. Eens per jaar haalde de gemeenschap tijdens een religieuze ceremonie het beeld van Ishtari (Astarte) uit de tempel waarna het in processie naar de zee werd gedragen en gebaad werd. Op een dag had Sara een visioen, waarin ze de boodschap kreeg dat de heiligen die aanwezig waren bij Jezus' dood zouden komen en dat zij hen moest helpen. Sara zag hen daarop aankomen in een boot over een omnstuimige zee, waardoor de boot niet kon aanmeren. Maria Salomé wierp haar omslagdoek op de golven en Sara kwam erover naar hen toe. Ze hielp de opvarenden vervolgens door middel van gebed aan land te komen.

## Bedevaart
Jaarlijks verzamelen veel met name Romapelgrims zich op 24 mei in Saintes-Maries-de-la-Mer. Op deze dag wordt het beeld van de Zwarte Sara uit de crypte van de Notre-Dame-de-la-Mer gehaald en naar de zee gedragen. Sommige onderzoekers zien parallellen tussen deze bedevaart en de verering van de hindoe-godin Kálii.
De verering van Sint Sara wordt niet officieel erkend door de Rooms-Katholieke Kerk.

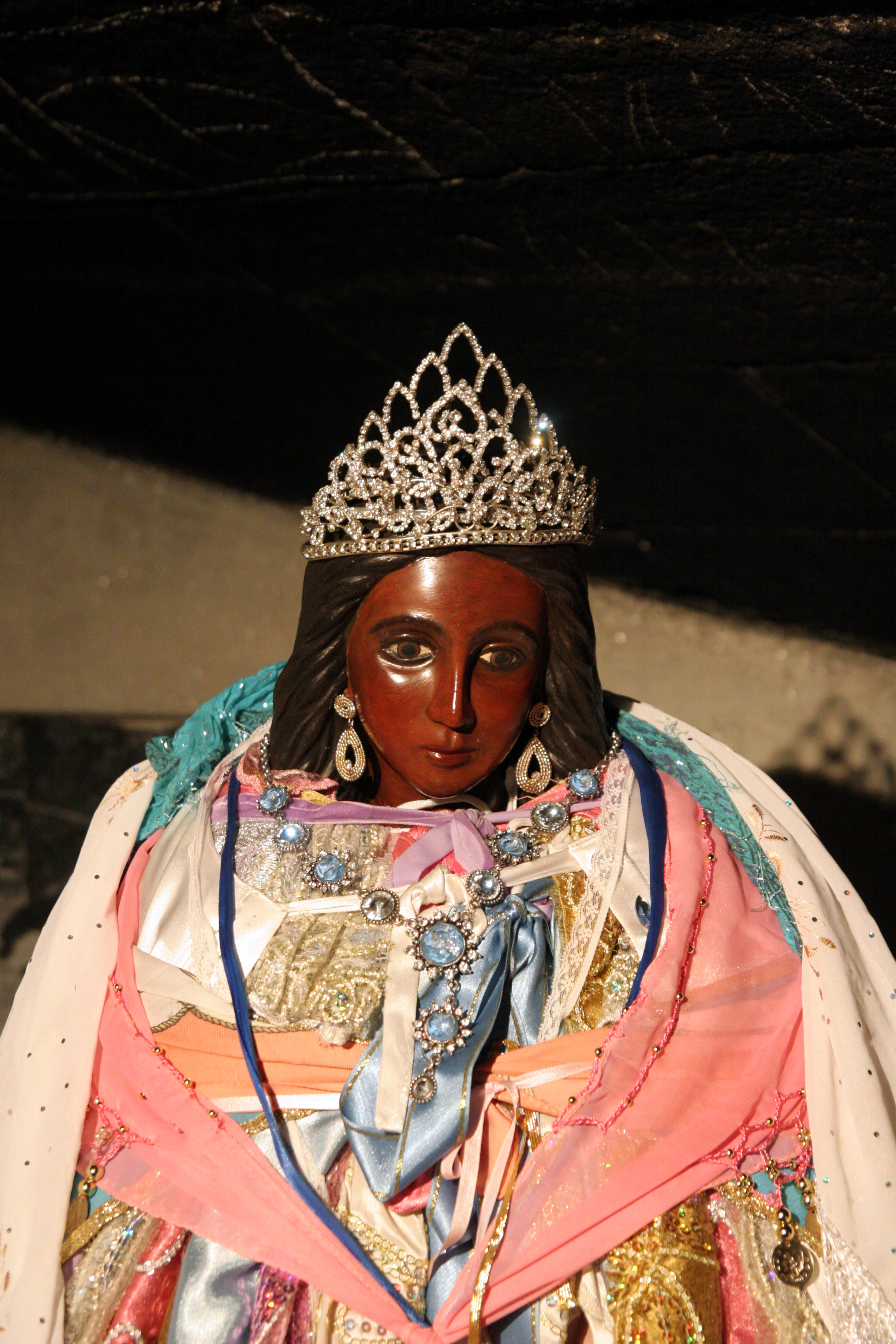
Detail
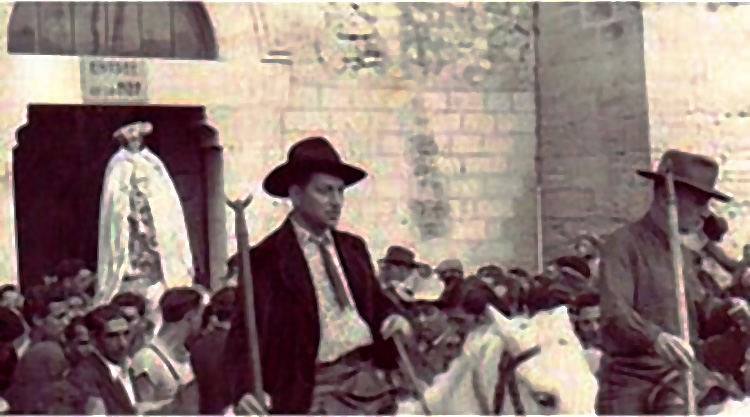
Processie van Sint Sara op 24 mei (jaren 30)